# قضية تشونغ سوان تزي ضد وزير الشؤون الداخلية

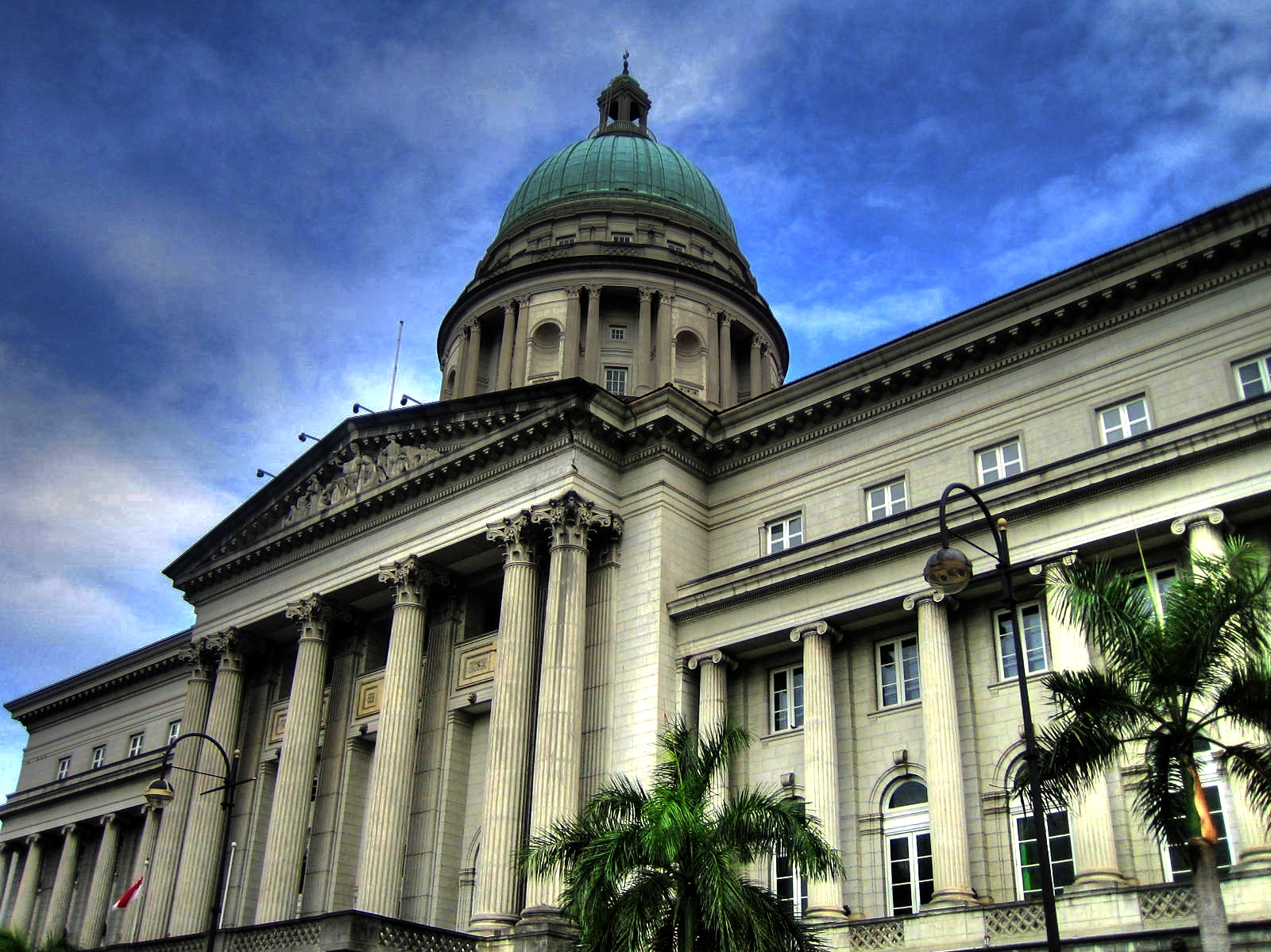

قضية تشونغ زوان تزي ضد وزير الشؤون الداخلية Chng Suan Tze v Minister for Home Affairs، قضية في القانون الإداري السنغافوري أقرتها محكمة الاستئناف في سنغافورة عام 1988. حيث حكمت لصالح المُستئنفين على أساس تقني، واعتبر هذا الحُكم بمثابة إلزام للحكومة بمراجعة السلطة القضائية في قضايا الاحتجاز الوقائي للأفراد بموجب قانون الأمن الداخلي، نصَّ الحكم على أنَّ جميع السلطات لها سقف قانوني محدد، وأنَّ سيادة القانون تتطلب بأن يكون للمحاكم القدرة على مراقبة ممارسة السلطة التنفيذية، تعتبر هذه القضية تحولاً هاماً عن مواقف المحكمة العليا السابقة، مثل قضية لي ماو سينغ عام 1971.
بعد قضية تشونغ زوان تزي ضد وزير الشؤون الداخلية أجرى برلمان سنغافورة تعديلات على الدستور عام 1989، بهدف تغيير القانون الحالي المطبق فيما يتعلق بالمراجعة القضائية لتقديرات الحكومة بموجب قانون الأمن الداخلي.

## حقائق وقضايا قانونية
اعتقلت إدارة الأمن الداخلي بين مايو ويونيو 1987 كلاً من شينج سوان تزي، وكيفين ديزموند دي سوزا، وتيو سوه لونغ، وونغ سوك يي خلال عملية «الطيف» بزعم تورطهم في مؤامرة ماركسية لتخريب البلاد وزعزعة استقرارها. صدرت أوامر الاعتقال بموجب المادة الثامنة من قانون الأمن الداخلي من قبل وزير الشؤون الداخلية والقانون شونموغام جاياكومار، يسمح هذا الحكم للوزير بإصدار أوامر باعتقال أي شخص إذا كان الرئيس مقتنعاً بأن الاحتجاز ضروري لمنعه من تعريض أمن سنغافورة أو النظام العام للخطر.
عُلقت أوامر الاعتقال في قضية تشونغ سوان تزي بموجب المادة 10 من قانون الأمن الداخلي. ومع ذلك وعقب صدور بيان صحفي من جانب المُتهمين نفوا فيه اتهام الحكومة بأنهم متآمرون ماركسيون، ألغيت توجيهات التعليق وأُعيد اعتقالهم. حيث ذكرت وزارة الداخلية لاحقاً أن التحقيقات أثبتت أن البيان الصحفي كان سياسياً ويهدف لتشويه سمعة الحكومة، ومُددت فترة احتجاز المتهمين لمدة عام لاحقاً بموجب المادة 8 من قانون الأمن الداخلي.
تقدم المُتهمون في شهري مايو ويونيو 1988 عدة مرات بطلبات استئناف إلى المحكمة العليا ولكن دون جدوى، حتى قبل الطعن الذي قدموه أخيراً أمام محكمة الاستئناف.
أثيرت القضايا التالية خلال الطعون:
- هل السلطة التنفيذية لوزير الشؤون الداخلية بموجب المادتين 8 و 10 من قانون الأمن الداخلي لإصدار أمر اعتقال وتعليق الأمر وإلغاء التعليق لاحقاً قابلة للمراجعة أمام المحاكم؟
- هل كانت إعادة احتجاز المتهمين قانونية بموجب المادة 10 من قانون الأمن الداخلي؟
- هل احتجاز تيو -حتى لو كان قانونياً في الأصل- قد أصبح غير قانوني بسبب ظروف احتجازها؟

## الأساس القانوني
كان الأساس القانوني للاعتقال هشاً للغاية، وقد سمحت المحكمة بالاستئناف على أساس أن الوزير لم يثبت صحة أوامر الاعتقال وقانونيتها، حيث أنَّه بحسب المادة الثامنة من قانون الأمن الداخلي، تعد موافقة الرئيس على أنّ شخصاً ما يمثل تهديداً على الأمن القومي شرطاً أساسياً لمنح السلطة للوزير لإصدار أمر الاعتقال، حاول الوزير إثبات أن الرئيس كان راضياً للغاية قبل إصدار أمر الاعتقال بالإشارة إلى أن التفاصيل الواردة في أوامر الاعتقال ذكرت أن الرئيس «كان راضياً»، وبتقديم شهادة خطية من أمين مجلس الوزراء إلى وزير الداخلية أكد أن «الحكومة» كانت موافقة على أن المتهمين كانوا يشكلون خطراً على الأمن القومي، ومع ذلك وجدت محكمة الاستئناف أن هذه الأدلة غير مقبولة لأن موافقة الرئيس لم تكن مؤكدة، أما فيما يتعلق بإفادة الحكومة الخطيَّة فإنَّ موافقة الحكومة لا تساوي موافقة الرئيس.